# 人民の意志
人民の意志（じんみんのいし、ロシア語: Народная воля, ラテン文字転写: Narodnaya volya）は、ロシア帝国の反体制テロ組織。組織的テロリズムの草分けともいうべき存在である。人民の自由とも呼ばれる。

## 概要
ナロードニキの秘密結社「土地と自由」から分裂した過激派によって1879年に結成された。フランス革命に影響を受け帝政の打倒と農村共同体を母体とした社会主義をスローガンに掲げていたが大衆からは支持されていなかった。「最終的には革命は大衆の参加を必要とする」と考えていたがそのために最初に皇帝を暗殺して大衆の価値観を変え、反乱勃発を促そうとしていた。1879年11月には、クリミアから帰還する皇帝を狙った、ツァーリ専用列車爆破を計画するが失敗し翌年には冬宮爆破事件をおこして5人を殺害した。
そして1881年3月1日にソフィア・ペロフスカヤ指揮のもとでアレクサンドル2世の暗殺に成功する。この事件ではキバリチチ式手投げ爆弾が使用された。信管(十字架信管)に硫酸を利用した落下の衝撃で爆発する手製爆弾で、70年代日本の赤軍派が使用した爆弾と基本的な構造は同じである。事件後の3月10日にアレクサンドル3世に公開状をおくり、政治的自由の公布、大赦、制憲議会招集を条件にテロ中止を申し入れたが、政府はこれを無視して弾圧を加え主要メンバーは逮捕された。4月には皇帝暗殺事件関係者のペロフスカヤら5人が絞首刑に処せられた。
その6年後、1887年3月1日に、アレクサンドル・ウリヤノフ（ウラジーミル・レーニンの兄）らが皇帝アレクサンドル3世の暗殺に失敗し、組織は壊滅した。

## 影響
この組織の戦略は国内外の革命家やテロ組織に大きな影響を与えた。
- ストルイピンの暗殺（ロシア語版）（1911年9月14日）
- ロマノフ家の処刑（1918年7月17日）

## 関連事項
- アレクサンドル・ウリヤノフ
- ニコライ・ミハイロフスキー
- ヴェーラ・フィグネル
- マリヤ・ヴェトロヴァ
- ピョートル・ラヴロフ
- カラマーゾフの兄弟
- ボリシェヴィキ
- メンシェヴィキ
- 社会革命党
- ニコライ・キバリチチ
- レフ・シュテルンベルク